# Diatermia
Diatermia é o fenômeno pelo qual ondas eletromagnéticas aquecem um material dielétrico por rotação de dipolos. 
O termo diatermia deriva do grego dia e therma, significando literalmente "aquecimento através".

## Utilização em cirurgia
A diatermia, em ciências médicas, é o uso de um transmissor de ondas curtas (HF) em clinicas de fisioterapia com o objetivo de provocar o aquecimento de tecidos internos do corpo.

## Tipos de diatermia
- Diatermia de ondas curtas e micro-ondas
- Diatermia de ultrassons

## Advertências
- A diatermia de ondas curtas e micro-ondas não pode ser realizada em  portadores de Marca-passo cardíaco (Pacemaker) ou implante de desfibrilador caso não sejam tomados cuidados especiais.
- No caso de paciente com implante neuroestimulador, a aplicação de diatermia é absolutamente proibida[1].